# Lâm (họ người Trung Quốc)
Lâm (tiếng Trung: 林, bính âm: Lín) là một họ của người Trung Quốc. Lâm là họ đông thứ hai tại Đài Loan; nhưng tại Trung Quốc đại lục chỉ xếp thứ 17, người họ này tập trung chủ yếu tại các tỉnh Phúc Kiến, Quảng Đông; họ này cũng chiếm một phần không nhỏ trong cộng đồng người Trung Quốc tại nước ngoài.
Tại các nước đồng văn với Trung Quốc, chữ 林 (lâm) cũng được sử dụng làm họ; tại Hàn Quốc, biến thể của họ này là "Im" (임); tại Nhật Bản, biến thể của họ này là "Hayashi" (はやし); tại Việt Nam, biến thể của họ này là "Lâm"; ngoài ra, trong các văn bản la tinh, họ này thường được viết là Lin hoặc Lim.

## Khởi nguyên
1. Xuất phát từ họ Tử, là hậu đại của Đế Khốc, thủy tổ là Tỷ Can - tôn thất nhà Thương. Cuối thời nhà Thương, Trụ Vương vô đạo, tài hại trung thần, Tỷ Can mang tâm cứu nước cứu dân mà mạo phạm can gián, ba ngày không ra khỏi cửa cung. Trụ Vương tức giận, lệnh giết Tỷ Can, mổ lấy tim; lại phái binh vây quanh phủ Tỷ Can, muốn diệt tộc. Hai phu nhân của Tỷ Can khi ấy đều đang mang thai, Hoàng thị bị bắt lập tức xử tử, lại bị mổ bụng lấy thai nhi rồi đem thi thể đốt cháy. Chính phi là Quỳ thị được binh lính đồng cảm thả chạy, cùng bốn tỳ nữ chạy khỏi Triều Ca, ẩn cư trong hang đá rừng sâu (nay là tây nam huyện Kỳ, tỉnh Hà Nam), sinh ra con đặt tên là "Kiên", Chu Võ Vương gọi ông là "Lâm Kiên" (cha kiên trinh bất khuất mà chết, con sinh ra trong núi rừng (lâm)). Con cháu về sau lấy Lâm làm họ, gọi là Lâm thị, hay Hà Nam Lâm thị.
2. Xuất phát từ họ Cơ. "Thông chí - Thị tộc lược" viết, thời Đông Chu, Chu Bình vương có người con thứ tên Khai, tự là Lâm; con cháu người này lấy biểu tự của tổ phụ làm họ, cũng xưng Lâm thị, là Hà Nam Lâm thị.[1]
3. Người Tiên Ti đổi họ. Theo "Ngụy thư - Quan thị chí" ghi lại, thời Nam Bắc triều, Bắc Ngụy Hiếu Văn Đế dời thủ đô từ Bình Thành (nay thuộc Đại Đồng, Sơn Tây) đến Lạc Dương. Sau đó thực hiện Hiếu Văn Hán hóa (cải cách Hiếu Văn Đế), sửa họ của một bộ phận người Tiên Ti họ Khâu Lâm thành họ người Hán là Lâm. Đây là Lạc Dương Lâm thị.[2]
4. Người Mãn đổi họ. Sau khi hoàng đế cuối cùng của nhà Thanh là Phổ Nghi thoái vị, nhiều người Mãn đổi họ của mình thành họ người Hán, trong đó người họ Lâm Giai sửa thành họ Lâm.